# Franz David Gesky
Franz David Gesky (geb. 12. Oktober 1769 in Mittelhausen bei Erfurt; gest. 2. Januar 1839 in Weimar) war ein deutscher Soldat, Arbeiter, Briefträger, Wächter, Chronist und Gerichtsdiener.

## Zur Person und ihrem Werk
Als Chronist der Stadt Weimar hat sich Gesky am meisten verdient gemacht. Volker Wahl widmete diesem Chronisten in Bezug auf Goethes Bestattung von 1832 einige Aufmerksamkeit. Das gilt auch für den ehemaligen Weimarer Archivar Wolfgang Huschke, der in der Festschrift für Hans Tümmler an diesen erinnerte. Die Chronik Weimars von Gesky ist lückenhaft. Um 1805 war er jedenfalls Briefträger. Er bekannte in einem Schreiben von 1826, seit 1813 vier Todeskandidaten bewacht und das Merkwürdigste aufgeschrieben zu haben. Doch da er Briefträger war und somit viel herumkam, bekam er in der Residenzstadt auch viel mit. Gesky nahm daher auch das Ableben von Herzogin Anna Amalia 1807 zur Kenntnis wie auch das anderer Weimarer Persönlichkeiten. Es beschied sich seine chronikalische Erfassung nicht nur auf Ereignisse und Personen, sondern er erfasste auch die Einrichtung von Friedhöfen. Auch Begräbnisse jüdischer Persönlichkeiten entgingen ihm nicht wie das von Ephraim Ulmann 1830.
Gesky beschrieb auch solche Hinrichtungen, die am Galgenberg stattfanden. Er war auch Zeuge der am Weimarer Galgenberg zuletzt vorgenommenen Hinrichtung des Raubmörders Johann Friedrich Adam Elschner durch den Galgen am 29. November 1833. Der Fall des Raubmörders Elschner umfasst 14 separat von Gesky verfasste Seiten mit dem Titel: „Criminal-Worte von dem durch den Strang hingerichteten Johann Friedrich Adam Elschner am 28. No[vem]b[e]r 1833; aufgenommen durch dessen Wächter Franz David Gesky“. Dieses Manuskript schließt eine Lücke in der Chronik, für die es offenbar bestimmt gewesen war. Insgesamt beschreibt seine Chronik bei aller Lückenhaftigkeit drei Jahrzehnte Weimarer Lokalgeschichte, deren Quellenwert hoch eingestuft wird. Gesky beschreibt auch detailliert die Vorgänge um Goethes Begräbnis. Der Nachlass Geskys unter dem Titel „Bruchstück einer Weimarischen Chronik 1806–1835 von dem Gerichtsbeamten Franz David Gesky“, der für Huschke und Wahl die Basis ihrer Arbeiten zu diesem Chronisten darstellte, befindet sich seit 1924 aus dem Familiennachlass als Depositum im Thüringischen Hauptstaatsarchiv in Weimar; eine gestraffte Fassung wurde 1997 publiziert. Seine Criminal-Chronik hingerichteter Verbrecher liegt gedruckt vor. Diese geht bis 1825.
Gesky erfasste in seiner Chronik nicht nur Verbrechen, Verbrecher und deren Aburteilung, sondern auch Katastrophen wie Brände. Beispielsweise notierte er den Brand des alten Hoftheaters in Weimar Frühjahr 1825, genannt Schauspielhaus, in sein Tagebuch.

## Werke
- Weimar von unten betrachtet. Bruchstücke einer Chronik zwischen 1806 und 1835, aufgezeichnet von Franz David Gesky. Hrsg. von Hubert Erzmann und Rainer Wagner. Glaux-Verlag, Jena 1997. ISBN 3-931743-15-2.
- Criminal-Chronik hingerichteter Verbrecher. Gesammelt von deren Wächter Franz David Gesky. Weimar 1825. Digitalisat.